# کالانیش
کالانیش (به انگلیسی: Callanish) یک روستا و محوطه باستانی در بریتانیا است که در هبریدهای بیرونی واقع شده‌است.